# Австрославизъм
Австрославизмът е политическо движение сред славяните (особено сред чехите) в Австро-Унгария през втората половина на XIX век.
Неговите последователи се стремят да реформират австро-унгарската двойна монархия в триединна държава. Главни идеолози на австрославизма са старочехите Франтишек Палацки и Франтишек Ригер, а също така и австрийските социалдемократи Ото Бауер и Виктор Адлер.
Целта на австрославизма е не само създаването на триединна империя, но и по-нататъшната федерализация и демократизация на Австро-Унгария. Последователите на австрославизма не отхвърлят монархията като такава, но настояват за автономия на отделните народи в империята.
След австро-унгарското споразумение от 1867 г. обаче и последвалото го унгарско-хърватско споразумение от 1868-1873 г. надеждата за демократизиране под формата на федерално деление на Австро-Унгария, се разпада.
В земите на Унгария от 1867 г. започва да се провежда силна унгаризация, чиято цел е създаването на унитарна унгарска национална държава по пътя на асимилиране на неунгарското (преди всичко славянското) население.
Австрославизмът е заменен с политическите идеи на радикалните младочехи около 1890 г.